# Legorreta
Legorreta település Spanyolországban, Gipuzkoa tartományban. Legorreta Baliarrain, Albiztur, Altzaga, Itsasondo, Bidania-Goiatz, Errezil, Tolosa, Ikaztegieta és Orendain községekkel határos. Lakosainak száma 1449 fő (2024).

## Népesség
A település népessége az utóbbi években az alábbiak szerint változott:
| Lakosok száma | 1373 | 1363 | 1414 | 1494 | 1526 | 1468 | 1443 | 1417 | 1440 | 1449 |
|               | 2001 | 2004 | 2006 | 2009 | 2011 | 2014 | 2016 | 2019 | 2021 | 2024 |